# Варингъёган (приток Васюгана)
Варингъёган (устар. Варен-Ёган) — река в Томской области России. Устье реки находится в 271 км от устья по левому берегу реки Васюган. Длина реки составляет 89 км, площадь водосборного бассейна 828 км².

## Притоки
- 15 км: Кильсинская старица
- 31 км: Окунёвка (Большая Окунёвка)
- 51 км: Малый Варингъёган
- 69 км: Горелая

## Данные водного реестра
По данным государственного водного реестра России относится к Верхнеобскому бассейновому округу, водохозяйственный участок реки — Васюган, речной подбассейн реки — Васюган. Речной бассейн реки — (Верхняя) Обь до впадения Иртыша.